# Saint-Quentin-Sud (tổng)
Tổng Saint-Quentin-Sud là một tổng ở tỉnh Aisne trong vùng Hauts-de-France.

## Hành chính
| Giai đoạn | Ủy viên             | Đảng | Tư cách |
| --------- | ------------------- | ---- | ------- |
| 2008-2014 | Jean-Claude Cappèle | DVG  |         |
| 2001-2008 | Serge Monfourny     | DVG  |         |

## Các đơn vị cấp dưới
Tổng Saint-Quentin-Sud gồm 6 xã với dân số là 27 887 người (điều tra năm 1999, dân số không tính trùng)
| Xã                   | Dân số     | Mã bưu chính | Mã insee |
| -------------------- | ---------- | ------------ | -------- |
| Gauchy               | 5 621      | 2430         | 02340    |
| Harly                | 1 803      | 2100         | 02371    |
| Homblières           | 1 462      | 2720         | 02383    |
| Mesnil-Saint-Laurent | 426        | 2720         | 02481    |
| Neuville-Saint-Amand | 908        | 2100         | 02549    |
| Saint-Quentin        | 17 667 (1) | 2100         | 02691    |

(1) một phần của xã.

## Biến động dân số
| 1962                                                     | 1968 | 1975 | 1982 | 1990   | 1999   |
| -------------------------------------------------------- | ---- | ---- | ---- | ------ | ------ |
| -                                                        | -    | -    | -    | 27 855 | 27 887 |
| Nombre retenu à partir de 1962 : dân số không tính trùng |      |      |      |        |        |